# لئوناردو اسپیناتزولا
لئوناردو اسپیناتزولا (ایتالیایی: Leonardo Spinazzola؛ زادهٔ ۲۵ مارس ۱۹۹۳) بازیکن فوتبال اهل ایتالیا است که برای باشگاه ناپولی بازی می‌کند.

## آمار ملی

### بازی‌های ملی
تا تاریخ ۱۸ ژوئن ۲۰۲۳
| ایتالیا | ایتالیا | ایتالیا | ایتالیا |
| سال     | بازی    | گل      | پاس گل  |
| ------- | ------- | ------- | ------- |
| ۲۰۱۷    | ۵       | ۰       | ۳       |
| ۲۰۱۹    | ۳       | ۰       | ۱       |
| ۲۰۲۰    | ۲       | ۰       | ۰       |
| ۲۰۲۱    | ۸       | ۰       | ۱       |
| ۲۰۲۲    | ۳       | ۰       | ۱       |
| ۲۰۲۳    | ۳       | ۰       | ۰       |
| مجموع   | ۲۴      | ۰       | ۶       |

## باشگاهی
از باشگاه‌هایی که در آن بازی کرده‌است می‌توان به یوونتوس، امپولی، لانچانو، سیه‌نا، آتالانتا، ویچنزا، پروجا و رم اشاره کرد.